# Belvézet
Ne doit pas être confondu avec Belvezet.
Belvézet est une commune française située dans le nord-est du département du Gard, en région Occitanie.
Exposée à un climat méditerranéen, elle est drainée par le Les Seynes et par divers autres petits cours d'eau. La commune possède un patrimoine naturel remarquable composé d'une zone naturelle d'intérêt écologique, faunistique et floristique.
Belvézet est une commune rurale qui compte 235 habitants en 2022, après avoir connu un pic de population de 562 habitants en 1861.  Elle fait partie de l'aire d'attraction d'Uzès. Ses habitants sont appelés les Belvézetiens ou  Belvézetiennes.
Le patrimoine architectural de la commune comprend deux  immeubles protégés au titre des monuments historiques : la castellas de Belvézet, inscrite en 1998, et l'église Saint-André, inscrite en 2000.

## Géographie

### Localisation
Le village de Belvézet est situé au cœur du Gard, à 10 km au nord-ouest d'Uzès et à une trentaine de kilomètres au nord de Nîmes.
| Seynes    | Vallérargues        |                           |
|           | Belvézet            | La Bruguière              |
| Aigaliers | Serviers-et-Labaume | Montaren-et-Saint-Médiers |

### Hydrographie et relief
La commune est traversée par les Seynes, une rivière qui prend sa source sur la commune éponyme de Seynes et se jette dans l'Alzon (affluent du Gardon) entre les communes d'Uzès et Saint-Maximin.

Le village est situé dans un paysage de garrigues et de collines à la végétation sèche.

### Climat
Pour des articles plus généraux, voir Climat de l'Occitanie et Climat du Gard.
En 2010, le climat de la commune est de type climat méditerranéen franc, selon une étude s'appuyant sur une série de données couvrant la période 1971-2000. En 2020, Météo-France publie une typologie des climats de la France métropolitaine dans laquelle la commune est exposée à un climat méditerranéen et est dans la région climatique Provence, Languedoc-Roussillon, caractérisée par une pluviométrie faible en été, un très bon ensoleillement (2 600 h/an), un été chaud (21,5 °C), un air très sec en été, sec en toutes saisons, des vents forts (fréquence de 40 à 50 % de vents > 5 m/s) et peu de brouillards.
Pour la période 1971-2000, la température annuelle moyenne est de 13,1 °C, avec  une amplitude thermique annuelle de 17,1 °C. Le cumul annuel moyen de précipitations est de 920 mm, avec 7,1 jours de précipitations en janvier et 3,2 jours en juillet. Pour la période 1991-2020, la température moyenne annuelle observée sur la station météorologique la plus proche, située sur la commune d'Uzès à 9 km à vol d'oiseau, est de 14,5 °C et le cumul annuel moyen de précipitations est de 809,4 mm,. Pour l'avenir, les paramètres climatiques de la commune estimés pour 2050 selon différents scénarios d’émission de gaz à effet de serre sont consultables sur un site dédié publié par Météo-France en novembre 2022.

### Milieux naturels et biodiversité

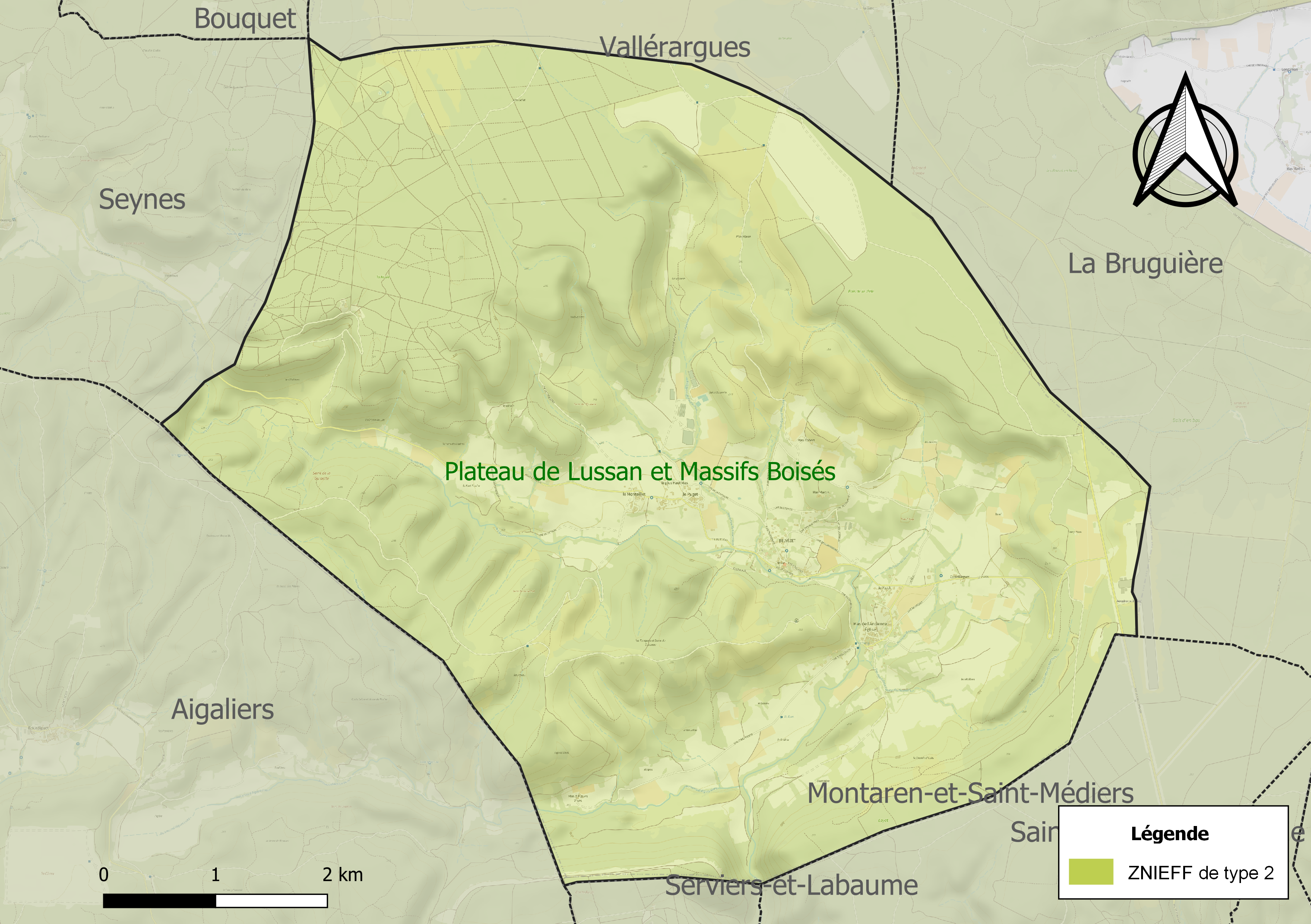
Carte de la ZNIEFF de type 2 localisée sur la commune.

L’inventaire des zones naturelles d'intérêt écologique, faunistique et floristique (ZNIEFF) a pour objectif de réaliser une couverture des zones les plus intéressantes sur le plan écologique, essentiellement dans la perspective d’améliorer la connaissance du patrimoine naturel national et de fournir aux différents décideurs un outil d’aide à la prise en compte de l’environnement dans l’aménagement du territoire.
Une ZNIEFF de type 2 est recensée sur la commune :
le « plateau de Lussan et Massifs Boisés » (37 159 ha), couvrant 40 communes du département.

## Urbanisme

### Typologie
Au 1er janvier 2024, Belvézet est catégorisée commune rurale à habitat dispersé, selon la nouvelle grille communale de densité à sept niveaux définie par l'Insee en 2022.
Elle est située hors unité urbaine. Par ailleurs la commune fait partie de l'aire d'attraction d'Uzès, dont elle est une commune de la couronne,. Cette aire, qui regroupe 18 communes, est catégorisée dans les aires de moins de 50 000 habitants,.

### Occupation des sols
L'occupation des sols de la commune, telle qu'elle ressort de la base de données européenne d’occupation biophysique des sols Corine Land Cover (CLC), est marquée par l'importance des forêts et milieux semi-naturels (71,7 % en 2018), en diminution par rapport à 1990 (73 %). La répartition détaillée en 2018 est la suivante : 
forêts (52 %), milieux à végétation arbustive et/ou herbacée (19,7 %), cultures permanentes (18 %), terres arables (4,9 %), zones industrielles ou commerciales et réseaux de communication (2,7 %), zones agricoles hétérogènes (2,2 %), espaces verts artificialisés, non agricoles (0,5 %). L'évolution de l’occupation des sols de la commune et de ses infrastructures peut être observée sur les différentes représentations cartographiques du territoire : la carte de Cassini (XVIIIe siècle), la carte d'état-major (1820-1866) et les cartes ou photos aériennes de l'IGN pour la période actuelle (1950 à aujourd'hui).

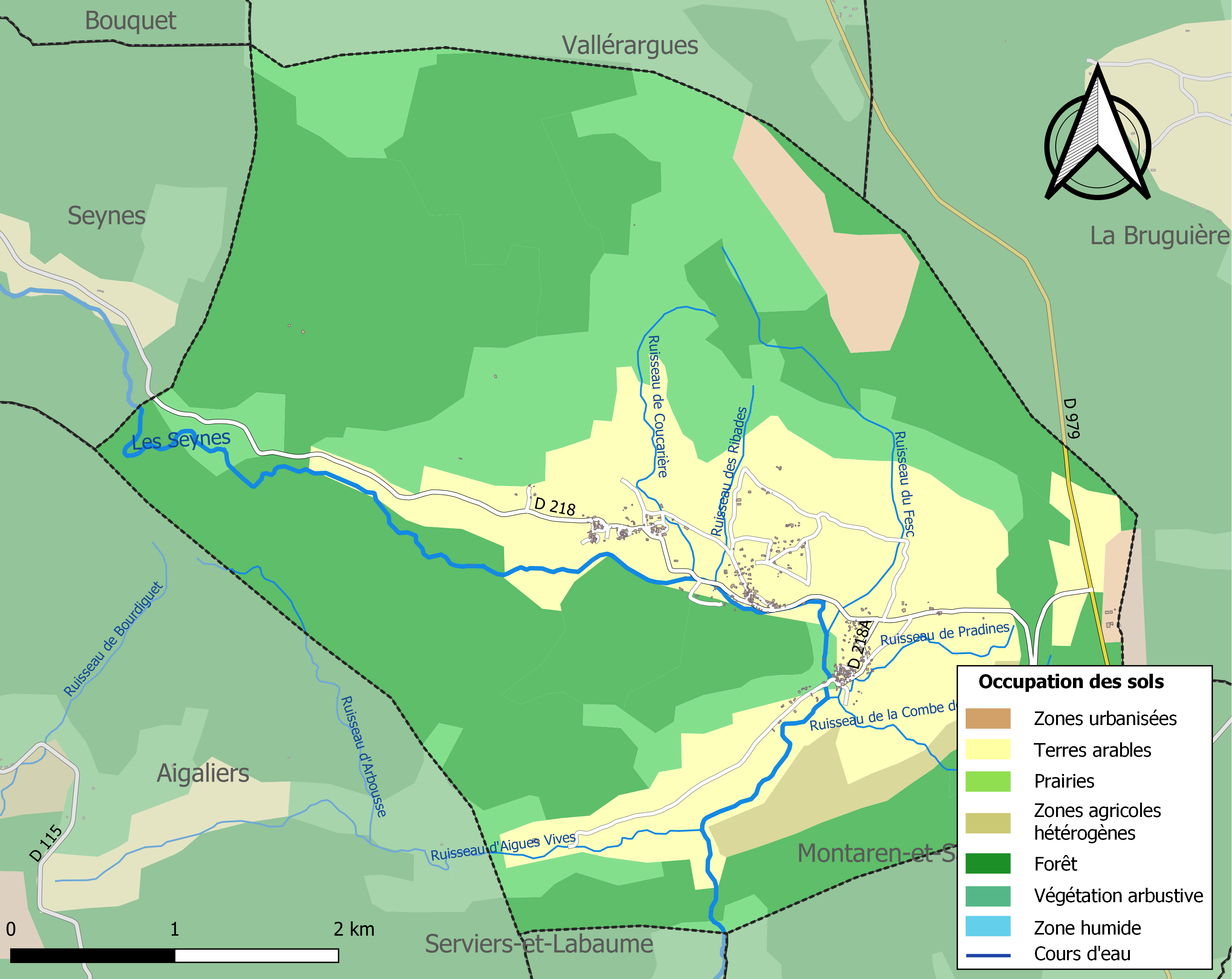
Carte des infrastructures et de l'occupation des sols de la commune en 2018 (CLC).

### Risques majeurs
Le territoire de la commune de Belvézet est vulnérable à différents aléas naturels : météorologiques (tempête, orage, neige, grand froid, canicule ou sécheresse), inondations, feux de forêts et séisme (sismicité modérée). Un site publié par le BRGM permet d'évaluer simplement et rapidement les risques d'un bien localisé soit par son adresse soit par le numéro de sa parcelle.
Certaines parties du territoire communal sont susceptibles d’être affectées par le risque d’inondation par débordement de cours d'eau et par une crue torrentielle ou à montée rapide de cours d'eau, notamment Les Seynes. La commune a été reconnue en état de catastrophe naturelle au titre des dommages causés par les inondations et coulées de boue survenues en 1982, 1983, 1991, 1997, 1998 et 2002,.

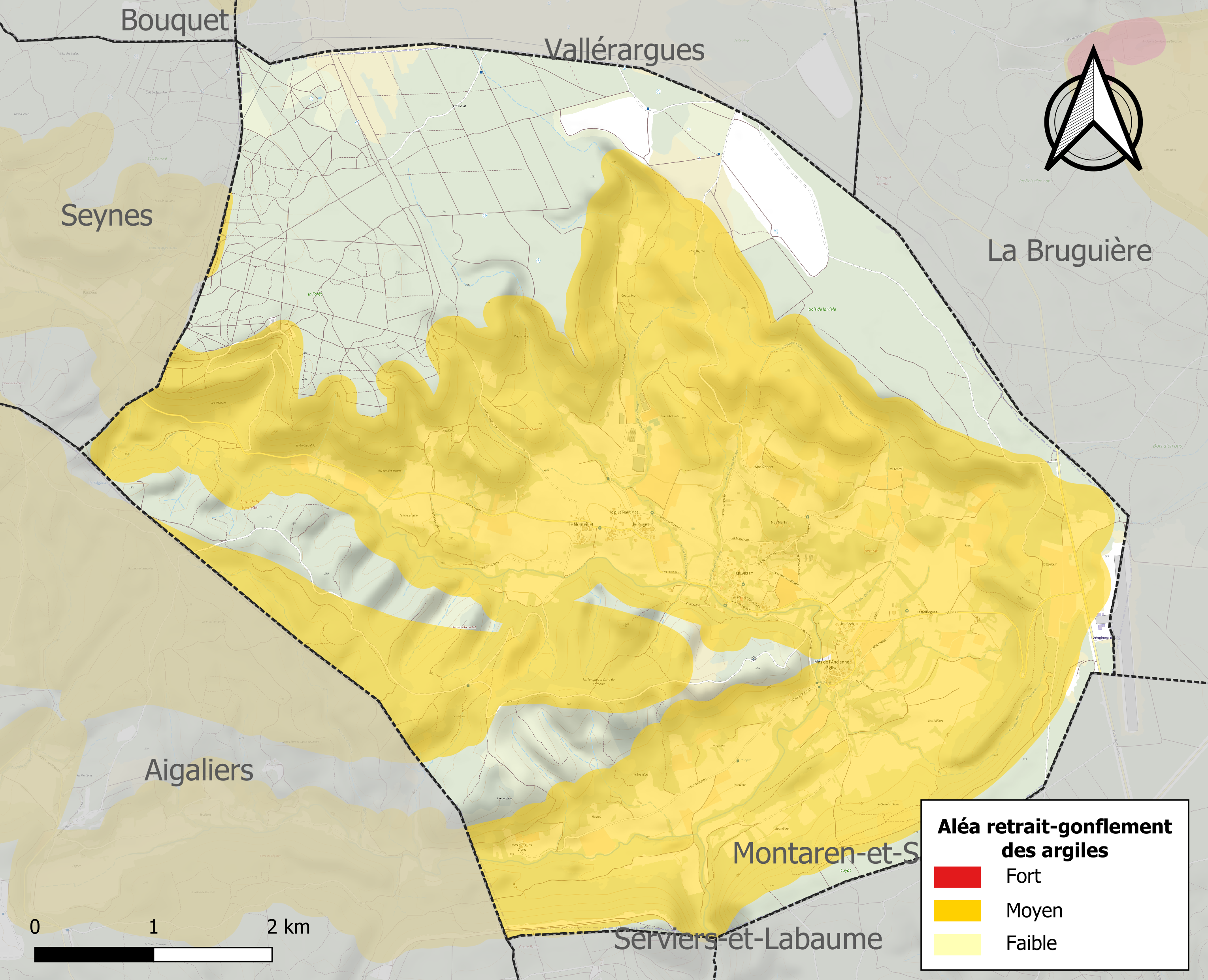
Carte des zones d'aléa retrait-gonflement des sols argileux de Belvézet.

Le retrait-gonflement des sols argileux est susceptible d'engendrer des dommages importants aux bâtiments en cas d’alternance de périodes de sécheresse et de pluie. 64,4 % de la superficie communale est en aléa moyen ou fort (67,5 % au niveau départemental et 48,5 % au niveau national). Sur les 218 bâtiments dénombrés sur la commune en 2019, 216 sont en aléa moyen ou fort, soit 99 %, à comparer aux 90 % au niveau départemental et 54 % au niveau national. Une cartographie de l'exposition du territoire national au retrait gonflement des sols argileux est disponible sur le site du BRGM,.
Par ailleurs, afin de mieux appréhender le risque d’affaissement de terrain, l'inventaire national des cavités souterraines permet de localiser celles situées sur la commune.
Concernant les mouvements de terrains, la commune a été reconnue en état de catastrophe naturelle au titre des dommages causés par la sécheresse en 2012 et 2017 et par des mouvements de terrain en 1983.

## Toponymie
Belvézet vient de l’occitan bèl et vezer, signifiant « bel aspect » ou  « belle vue », indiquant un lieu élevé. C’est la même étymologie que pour les communes nommées Beauvezer et Belvèze. Le village porta différents noms au cours de son histoire : Locus de Bellovisu en 1272, Belvèze en 1622 ou encore Belveset en 1715.

## Histoire

### Préhistoire

#### Le Paléolithique
Un site potentiellement paléolithique a été identifié à Belvézet, et il y a de nombreux sites aux alentours : Allègre, la Bastide d'Engras, Castillon, Collias, Fontarèches, Saint-Anastasie, Serviers et Saint-Quentin. Il est très probable qu'il y ait eu des humains dès le Paléolithique à Belvézet, mais les indices de leur présence restent à confirmer.

#### Le Mésolithique
Un outil du Mésolithique a été découvert à Belvézet. Il s'agit d'un outil de silex trouvé à la Combe des Grèzes (probablement dans la grotte des Grèzes) et qui date d'environ 9 000 ans.

#### Le Néolithique
Localement, le Néolithique débute il y a environ 7000 ans, âge probable de l'enceinte du Roc del Jas. Pendant le Néolithique et les périodes suivantes, les plateaux du Gard sont parmi les lieux les plus importants en Europe pour les peuples préhistoriques avec une densité de peuplement très forte.

#### Le Chalcolithique
Au cours du Chalcolithique (5000 à 4500 ans BP), beaucoup des mégalithes sont érigés dont sans doute le menhir de Belvézet. C'est la période des pasteurs des plateaux. Avec la découverte de nouvelles matières pour réaliser les outils, les anciennes matières ne sont pas abandonnées pour autant : le silex continue à être employé pendant très longtemps.

#### Les études préhistoriques à Belvézet
Les études préhistoriques à Belvézet datent surtout du XIXe et du début du XXe siècle, époque à laquelle des curieux et érudits locaux ont commencé à s'intéresser aux éléments près de chez eux. Ce sont eux qui ont fourni le plus de détails sur la préhistoire de Belvézet. Depuis, les recherches ont été rares.
Le problème avec cette exploration assez précoce de Belvézet est que les premiers curieux n'étaient pas toujours bien équipés pour tirer tout le potentiel de leurs explorations. Parfois, ils souhaitaient surtout ramener le plus d'outils ou de morceaux de céramique possible, et ce faisant détruisaient les informations stratigraphiques.
Les plus connus et les plus sérieux des chercheurs de cette époque sont les suivants :
- Ulysse Dumas était un archéologue à Baron. Il a fait plusieurs fouilles à Belvézet au début du XXe siècle ;
- Louis Capitan était un célèbre médecin et archéologue et collaborait fréquemment avec Ulysse Dumas. Il était Chargé de conférences d'anthropologie pathologique à l'École d'anthropologie ;
- Paul Raymond était un médecin et archéologue. Comme Dumas, il a fait des fouilles à Belvézet. Il fut l'un des fondateurs la Société préhistorique française en 1904 et de la Revue préhistorique. Annales de Paléontologie en 1906. Le musée municipal de Pont-Saint-Esprit est nommé musée Paul-Raymond en son honneur.

#### Sites
La zone comptant apparemment le plus de sites préhistoriques est la bordure sud du plateau. Les grottes sont fréquentes et les positions défensives aussi. Le silex y est relativement abondant ainsi que les pierres pour les mégalithes et enceintes. Les points d'eau issus du drainage souterrain du plateau au nord sont nombreux. Il est important de souligner que cette zone critique pour le patrimoine préhistorique (et aussi naturel) de Belvézet est largement la propriété de la commune qui peut ainsi en assurer la protection et l'accessibilité pour les futures générations.

#### Menhir
Le menhir de Belvézet est situé au quartier de Peiro Fico (« pierre fichée » en occitan). Ce mégalithe mesure 2,20 mètres de haut par 1,20 m de large (celui de Lussan, le plus grand du Gard, mesure 5,60 mètres de hauteur). Il date sans doute de 5000 à 4000 ans avant le présent. Selon certains, il en existerait un autre, basculé et brisé, pas très loin.

#### Tumulus
La commune de Belvézet compte un certain nombre de tumulus. Selon la Direction régionale des Affaires culturelles (DRAC), il en existe trois au bord sud du bois de la Vièle. Ce nombre semble très en dessous de la réalité. Les tumulus étaient plus faciles à identifier il y a cinquante ans ou plus, quand la végétation dans la garrigue était moins dense par suite du pâturage, de la coupe de bois plus intensive, et des feux fréquents. Une présentation d'Ulysse Dumas dans le Bulletin archéologique du Comité des travaux historiques et scientifiques de 1905 indique : « M. Ulysse Dumas résume l'ensemble des recherches qu'il a fait dans plus de onze cents tumulus des environs de Belvézet (Gard). Ces tumulus sont d'époques très différentes. Les premiers recouvrent des dolmens avec beau mobilier néolithique et quelques traces de métal. Les seconds sont de l'époque du bronze. Enfin les derniers se rapportent à l'époque hallstattienne et même gauloise, et ont fourni de belles séries de bracelets de bronze, d'armes de fer et de très belles poteries avec ornements symétriques profondément incisés. L'auteur insiste sur la très grande variété de construction de ces monuments : tantôt dolmens, tantôt caissons, tantôt simples urnes ou encore amas d'os brûlés sur place. » Dumas évoque 1100 tumulus dans les environs de Belvézet, mais il faut souligner qu'il considérait même un petit tombeau comme un tumulus.
La plupart des tumulus semblent être situés au bord du plateau. C'est sans doute dans un de ces tumuli du bord de plateau que Paul Raymond a fait la découverte d'un superbe bracelet de bronze au siècle dernier. Sa découverte est décrite en détail dans son article « Tumulus de l'époque moeringienne ou launacienne (transition du bronze au fer) ». Ce bracelet fut le seul objet de ce type trouvé après l'exploration de 15 tumulus n'ayant livré que quelques tessons de céramique. Dans tous ces monuments, il n'a jamais trouvé d'ossements importants.
L'un des tumulus se trouve sur la colline du Mas Martin. Ulysse Dumas en décrit la découverte dans son article « Des temps intermédiaires entre la pierre polie et l'époque romaine ». Vers 1900, il fut appelé à venir voir la découverte d'un habitant qui avait ouvert une butte près de son mas pour en prendre la terre. Il découvrit un cercle de grosses pierres avec des débris de métal et de céramique au milieu. Ces tessons furent identifiés par Dumas comme étant de type dit « Ligure ». En cherchant au sein des déblais de la butte, il découvrit des restes de céramiques gauloises plus récentes. Au nord des Martines, il dit avoir trouvé des fragments de haches polies.

#### Enceintes
Il existe une enceinte préhistorique répertoriée par la DRAC au Roc del Jas, dans la partie ouest du bord sud du plateau. En fait il y a deux enceintes concentriques partielles qui protègent les côtés nord et est. Les côtés sud et ouest sont protégés naturellement par des parois à pic. Les murs étaient à l'origine très épais et il reste des parties où l'on peut encore voir les pierres posées. Une grotte accessible depuis le sommet était probablement aussi employée. Il s'agit du plus grand site préhistorique facilement visible à Belvézet. L'absence de traces de tuiles romaines suggère une occupation du site antérieure à la présence romaine.
Il y a plusieurs autres enceintes à Belvézet, de nouveau surtout sur la bordure sud du plateau. Beaucoup sont sans doute préhistoriques, mais il est souvent difficile de déterminer l'âge d'une enceinte ou d'un mur. Les techniques de construction en pierre sèche n'ont guère évolué. Parmi celles qui sont considérées comme préhistoriques, Ulysse Dumas cite celle du Roc de Vendème (Vendôme), associée avec une grotte. Il en dit que le mur d'enceinte est recouvert de terre. F. Mazauric dressa en 1907 une liste des enceintes préhistoriques du Languedoc et ajoute celle de La Mouliere à Belvézet, mais sa localisation n'est pas claire (corruption de Molières ?).

## Politique et administration

### Rattachements électoraux
Pour l'élection des députés, elle fait partie de la quatrième circonscription du Gard.

### Liste des maires
| Période                                  | Période  | Identité           | Étiquette | Qualité |
| ---------------------------------------- | -------- | ------------------ | --------- | ------- |
| 2001                                     | 2008     | Jean-Louis Galon   | DVG       |         |
| 2008                                     | 2014     | Aleth Robin        | UMP       |         |
| mars 2014                                | 2020     | Raymond Bonnefille |           |         |
| 2020                                     | En cours | Michel Lafont      |           |         |
| Les données manquantes sont à compléter. |          |                    |           |         |

## Population et société

### Démographie
L'évolution du nombre d'habitants est connue à travers les recensements de la population effectués dans la commune depuis 1793. Pour les communes de moins de 10 000 habitants, une enquête de recensement portant sur toute la population est réalisée tous les cinq ans, les populations de référence des années intermédiaires étant quant à elles estimées par interpolation ou extrapolation. Pour la commune, le premier recensement exhaustif entrant dans le cadre du nouveau dispositif a été réalisé en 2004.

En 2022, la commune comptait 235 habitants, en évolution de −7,48 % par rapport à 2016 (Gard : +2,97 %, France hors Mayotte : +2,11 %).
| 1793 | 1800 | 1806 | 1821 | 1831 | 1836 | 1841 | 1846 | 1851 |
| ---- | ---- | ---- | ---- | ---- | ---- | ---- | ---- | ---- |
| 300  | 304  | 359  | 404  | 498  | 521  | 536  | 551  | 556  |

| 1856 | 1861 | 1866 | 1872 | 1876 | 1881 | 1886 | 1891 | 1896 |
| ---- | ---- | ---- | ---- | ---- | ---- | ---- | ---- | ---- |
| 546  | 562  | 544  | 511  | 467  | 462  | 470  | 440  | 403  |

| 1901 | 1906 | 1911 | 1921 | 1926 | 1931 | 1936 | 1946 | 1954 |
| ---- | ---- | ---- | ---- | ---- | ---- | ---- | ---- | ---- |
| 358  | 327  | 304  | 262  | 214  | 244  | 195  | 171  | 149  |

| 1962 | 1968 | 1975 | 1982 | 1990 | 1999 | 2004 | 2006 | 2009 |
| ---- | ---- | ---- | ---- | ---- | ---- | ---- | ---- | ---- |
| 126  | 109  | 127  | 159  | 149  | 210  | 223  | 218  | 243  |

| 2014 | 2019 | 2022 | - | - | - | - | - | - |
| ---- | ---- | ---- | - | - | - | - | - | - |
| 244  | 239  | 235  | - | - | - | - | - | - |

## Économie

### Revenus
En 2018  (données Insee publiées en septembre 2021), la commune compte 110 ménages fiscaux, regroupant 217 personnes. La médiane du revenu disponible par unité de consommation est de 20 080 € (20 020 € dans le département).

### Emploi
|                | 2008   | 2013   | 2018  |
| -------------- | ------ | ------ | ----- |
| Commune        | 11,8 % | 16,9 % | 6,8 % |
| Département    | 10,6 % | 12 %   | 12 %  |
| France entière | 8,3 %  | 10 %   | 10 %  |

En 2018, la population âgée de 15 à 64 ans s'élève à 135 personnes, parmi lesquelles on compte 74,4 % d'actifs (67,7 % ayant un emploi et 6,8 % de chômeurs) et 25,6 % d'inactifs,. En  2018, le taux de chômage communal (au sens du recensement) des 15-64 ans est inférieur à celui de la France et du département, alors qu'en 2008 la situation était inverse.
La commune fait partie de la couronne de l'aire d'attraction d'Uzès, du fait qu'au moins 15 % des actifs travaillent dans le pôle,. Elle compte 38 emplois en 2018, contre 37 en 2013 et 38 en 2008. Le nombre d'actifs ayant un emploi résidant dans la commune est de 95, soit un indicateur de concentration d'emploi de 40,3 % et un taux d'activité parmi les 15 ans ou plus de 48,6 %.
Sur ces 95 actifs de 15 ans ou plus ayant un emploi, 30 travaillent dans la commune, soit 32 % des habitants. Pour se rendre au travail, 84 % des habitants utilisent un véhicule personnel ou de fonction à quatre roues, 4,3 % les transports en commun, 3,2 % s'y rendent en deux-roues, à vélo ou à pied et 8,5 % n'ont pas besoin de transport (travail au domicile).

### Activités hors agriculture

#### Secteurs d'activités
38 établissements sont implantés  à Belvézet au 31 décembre 2019. Le tableau ci-dessous en détaille le nombre par secteur d'activité et compare les ratios avec ceux du département,.
| Secteur d'activité                                                                                        | Commune | Commune | Département |
| Secteur d'activité                                                                                        | Nombre  | %       | %           |
| --- | ------- | ------- | ----------- |
| Ensemble                                                                                                  | 38      |         |             |
| Industrie manufacturière, industries extractives et autres                                                | 9       | 23,7 %  | (7,9 %)     |
| Construction                                                                                              | 6       | 15,8 %  | (15,5 %)    |
| Commerce de gros et de détail, transports, hébergement et restauration                                    | 4       | 10,5 %  | (30 %)      |
| Activités immobilières                                                                                    | 4       | 10,5 %  | (4,1 %)     |
| Activités spécialisées, scientifiques et techniques et activités de services administratifs et de soutien | 9       | 23,7 %  | (14,9 %)    |
| Administration publique, enseignement, santé humaine et action sociale                                    | 2       | 5,3 %   | (13,5 %)    |
| Autres activités de services                                                                              | 4       | 10,5 %  | (8,8 %)     |

Le secteur des activités spécialisées, scientifiques et techniques et des activités de services administratifs et de soutien est prépondérant sur la commune puisqu'il représente 23,7 % du nombre total d'établissements de la commune (9 sur les 38 entreprises implantées  à Belvézet), contre 14,9 % au niveau départemental.

#### Entreprises et commerces
Installation d'une centrale photovoltaïque d'une puissance de 31,2 MWc, la puissance installée de l'ensemble du parc solaire et une production d'électricité renouvelable est équivalente à la consommation annuelle de 21 000 foyers.

### Agriculture
|               | 1988 | 2000 | 2010 | 2020 |
| ------------- | ---- | ---- | ---- | ---- |
| Exploitations | 20   | 16   | 9    | 9    |
| SAU (ha)      | 237  | 337  | 364  | 488  |

La commune est dans les Garrigues, une petite région agricole occupant le centre du département du Gard. En 2020, l'orientation technico-économique de l'agriculture  sur la commune est la polyculture et/ou le polyélevage. Neuf exploitations agricoles ayant leur siège dans la commune sont dénombrées lors du recensement agricole de 2020 (20 en 1988). La superficie agricole utilisée est de 488 ha,,.

## Culture locale et patrimoine

### Édifices civils
- Mairie : ancienne école des garçons, puis mairie.
- Ancienne école (actuellement salle polyvalente) : la cour a été aménagée pour la création de l'Arbousier.
- Four à pain : l'ancienne municipalité a souhaité l'acquérir en 2008. Ce petit bâtiment ayant perdu toute sa valeur ancienne (il ne reste plus que 4 murs) le nouveau conseil municipal, après réflexion, a décidé de le remettre en vente.
- Le Castellas : construit entre 1144 et 1207, sa tour domine depuis le village et fait partie de son histoire. Selon les Monuments Historiques, quelques travaux seraient nécessaires, nettoyage des parcelles entourant le site, coupe des arbres qui en masquent la vue, arasement du haut de la tour en retirant les pierres branlantes du sommet, etc. (IMH 3/08/1998).

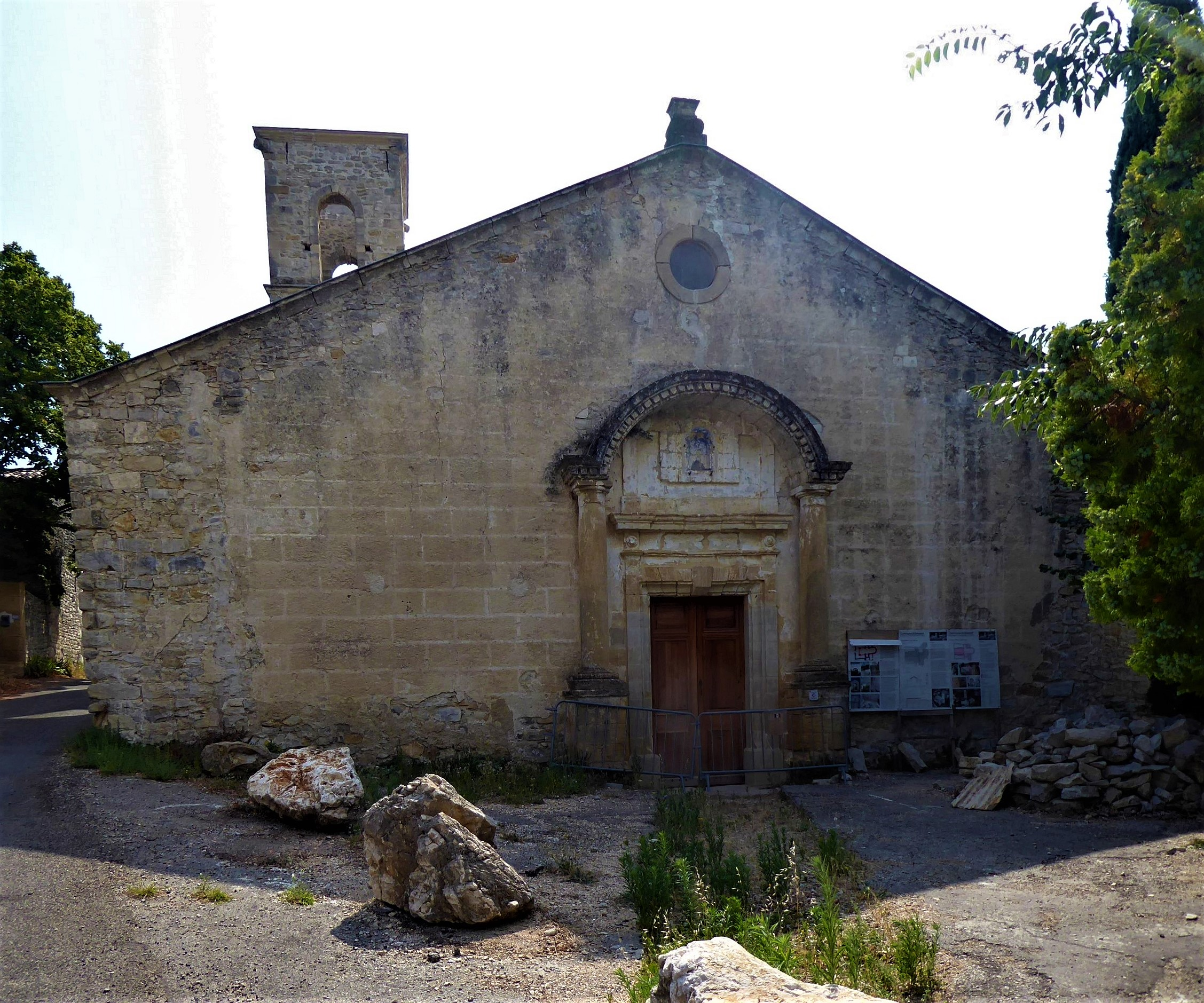
Ancienne église Saint-André

### Édifices religieux
- Vieille église : Ancienne Église Saint-André de Belvézet, d'origine romane, son intérêt a été remarqué par les Monuments Historiques : profondeur du cœur, transept, corniches ; la façade reconstruite en 1660, présente un rare exemple de portail monumental avec colonnes et arc plein cintre pour un édifice rural du XVIIe siècle. Le beau clocher carré et les décors intérieurs des XVIIe et XVIIIe siècles, demandent selon l'avis des Monuments Historiques, un sauvetage d'urgence tout comme l'encadrement de la porte d'entrée qui menace tout simplement de s'effondrer. L'édifice a été inscrit au titre des monuments historiques en 2000[25].
- Nouvelle église : Église Saint-André de Belvézet, construite au XIXe siècle (1879) dans le style en vogue « romano-gothique » en remplacement de l'ancienne jugée trop petite et abîmée. Elle présente aujourd'hui un état assez critique du point de vue de la toiture et des voûtes.
- Ancien presbytère du XIXe siècle : le rez-de-chaussée est en location à l'année. Une étude va être réalisée par la municipalité pour l'aménagement de l'étage.

### Patrimoine culturel

#### Musées
Des vestiges archéologiques provenant de Belvézet sont conservés au Muséum d'histoire naturelle de Nîmes, au Musée Paul-Raymond de Pont-Saint-Esprit (fouilles de Paul Raymond) et au Musée d'archéologie nationale de Saint-Germain-en-Laye.

### Personnalités liées à la commune
- Jacques Winsberg (1929-1999), artiste peintre rangé dans la seconde École de Paris, vécut à Belvézet et y est inhumé.

## Héraldique
| Blason de Belvézet | Blason  | De sinople à la fasce losangée d'argent et de gueules. |
| Blason de Belvézet | Détails |                                                        |